# Orla (gmina)

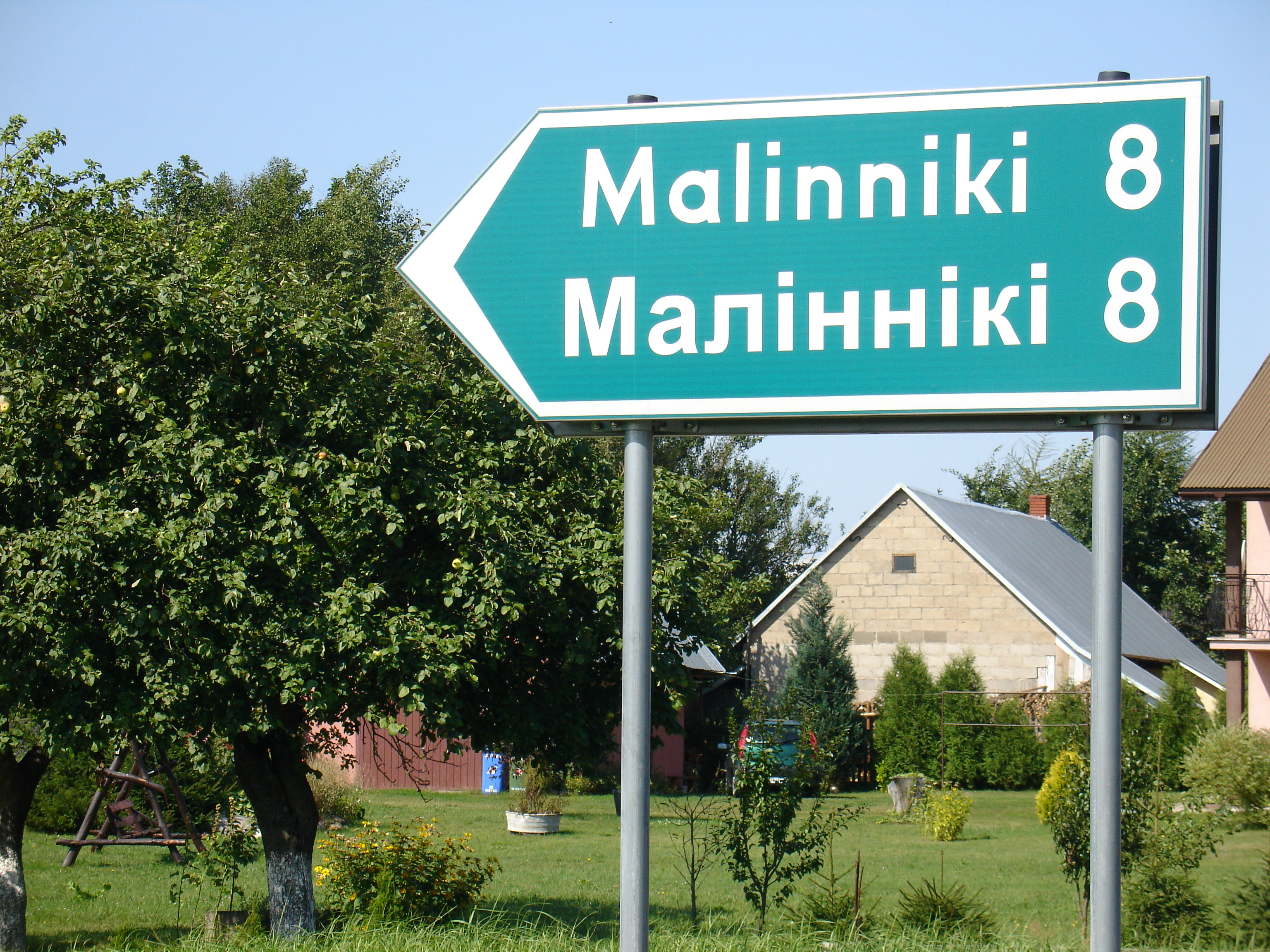
W 2011 na terenie gminy wprowadzono dwujęzyczne tablice z nazwami miejscowości

Orla (biał. гмiна Орля, hmina Orla, ukr. гміна Орля/Ворля, gw. gmina Vôrla) – gmina wiejska w Polsce położona w województwie podlaskim, w powiecie bielskim.
Siedzibą gminy jest Orla.
Według danych z 30 czerwca 2004 gminę zamieszkiwało 3485 osób.
W 2009 roku w gminie wprowadzono język białoruski jako język pomocniczy, a w 2011 pojawiły się dwujęzyczne tablice z nazwami miejscowości.

## Historia
Gmina Orla funkcjonowała w dwóch odsłonach: w latach 1861–1954 oraz od 1973 roku.

### Imperium Rosyjskie (1861–1914)
Gmina zbiorowa Orla (ros. Орлянская волость)  powstała w wyniku reformy struktur administracyjnych państwa rosyjskiego w 1861 roku. Była częścią powiatu bielskiego należącego (od 1843) do guberni grodzieńskiej. W 1890 roku gmina Orla obejmowała 32 miejscowości i zamieszkiwało ją 4384 osób.
29 kwietnia 1875 prawa miejskie utraciła Orla, która jako miasteczko podległa administracji gminy Orla.

### I wojna światowa (1914–1919)
Podczas I wojny światowej gmina wraz z powiatem bielskim należała do okupowanego przez Niemcy Ober-Ostu (w okręgu Białystok), gdzie znacznie zmieniono granice oraz podział administracyjny powiatu bielskiego. Spośród jego 15 gmin, zachowano 9 i zniesiono 6, ponadto utworzono 10 nowych; zmieniły się też granice gmin. W odniesieniu do gminy Orla:
- południową część gminy Orla włączono do nowej gminy Kleszczele,
- do gminy Orla włączono wschodnią część gminy Dubiażyn,
- do gminy Orla włączono południowo-środkową część zniesionej gminy Nowoberezowo,
- do gminy Orla włączono południową część gminy Pasynki,
- z gminy Orla wyodrębniono miasteczko Orla, któremu przywrócono status miasta.

Podział ten w dużej mierze zachowano, kiedy powiat bielski przeszedł w sierpniu 1919 pod administrację polską.

### II Rzeczpospolita (1919–1939)
W okresie międzywojennym gmina Orla należała do powiatu bielskiego w nowo utworzonym województwie białostockim.
28 października 1919 zniesiono miasto Orla, włączjąc je z powrotem do gminy Orla.
Według Pierwszego Powszechnego Spisu Ludności z 1921 roku gmina Orla liczyła 48 wsi, kolonii i małych osad. Zamieszkiwały ją 7824 osoby (3992 kobiet i 3832 mężczyzn). Większość mieszkańców gminy w liczbie 5120 osób zadeklarowała narodowość białoruską (ponad 65% ogółu mieszkańców gminy). Pozostali podali kolejno: narodowość polską (1684 osoby; 21% ogółu mieszkańców); żydowską (1019 osób; 13% ogółu mieszkańców) i rusińską (1 osoba). Pod względem wyznaniowym dominowali prawosławni (6324 osoby; 81% wszystkich mieszkańców); pozostali zadeklarowali kolejno: wyznanie mojżeszowe (1232 osoby; 16% wszystkich mieszkańców) oraz wyznanie rzymskokatolickie (268 osób; ok. 3% wszystkich mieszkańców).
13 kwietnia 1929 z gminy Orla wyłączono miejscowości: Borek, Chytra, Górna, Judzianka, Progale i Poryjewo, które weszły w skład nowo utworzonej gminy Hajnówka (gmina Hajnówka powstała także z części gmin Białowieża, Łosinka i Masiewo).
30 czerwca 1930, po ponad roku, gminę Hajnówka zniesiono, a jej poszczególne miejscowości włączono dokładnie do tych samych gmin, do których należały przed jej utworzeniem w 1929 roku. Tak więc do gminy Orla powróciły miejscowości Borek, Chytra, Górna, Judzianka, Progale i Poryjewo.
16 października 1933 gminę Orla podzielono na 36 gromad: Borek, Chytra, Czechy, Dubicze Cerkiewne, Dubicze Osoczne, Dubicze-Tofiłowce, Górna, Grabowiec, Hołody, Hołowiesk, Istok, Jagodniki, Korytyski, Koszele, Krywiatycze, Maleniki, Mikłasze, Mochnate, Morze, Orla, Parcewo, Pasieczniki Duże, Paszkowszczyzna, Reduty, Rutka, Spiczki, Staroberezowo, Starokornin, Szczyty-Dzięciołowo, Szczyty-Nowodwory, Szernie, Topczykały, Toporki, Witowo, Wólka i Zbucz.
1 stycznia 1934 od gminy Orla odłączono posesję o powierzchni 3,4904 ha, położoną na terenie majątku Hołowiesk (w gromadzie Hołowiesk), a należącą do Jakóba Wańczakowa Wańczak-Gireja, włączając ją do miasta Bielsk Podlaski.
20 kwietnia 1934 od gminy Orla odłączono folwark Hołowiesk z gromady Hołowiesk (79,752 ha), włączając go do miasta Bielsk Podlaski. Z gromady Hołowiesk w gminie Orla pozostała kolonia Hołowiesk.
1 października 1934 zmieniły się zasadniczo granice gminy Orla:
- do gminy Orla gromady Hredele i Koszki ze zniesionej gminy Dubiażyn,
- do gminy Orla gromady Czyże, Krzywa i Podrzeczany ze zniesionej gminy Pasynki,
- od gminy Orla odłączono 9 i pół gromad, które weszły w skład nowej gminy Hajnówka: gromady Borek, Chytra (z Progalami), Dubicze Osoczne, Górne (z Judzianką i Poryjewem), Jagodniki, Istok, Pasieczniki Duże i Witowo oraz z gromady Dubicze Cerkiewne[23] miejscowości Bachmat, Kraskowszczyzna i Pasieczniki Małe (które, włączono do gromady Witowo w gminie Hajnówka),
- od gminy Orla odłączono gromady Czechy, Grabowiec i Toporki, włączając je do gminy Kleszczele,
- od gminy Orla odłączono gromadę Hołowiesk (obejmującą już tylko kolonię Hołowiesk), włączając ją do nowej gminy Bielsk[24].

Po zmianach tych, gmina Orla obejmowała 29 gromad: Czyże, Dubicze Cerkiewne, Dubicze-Tofiłowce, Hołody, Hredele, Korytyski, Koszele, Koszki, Krywiatycze, Krzywa, Maleniki, Mikłasze, Mochnate, Morze, Orla, Parcewo, Paszkowszczyzna, Podrzeczany, Reduty, Rutka, Spiczki, Staroberezowo, Starokornin, Szczyty-Dzięciołowo, Szczyty-Nowodwory, Szernie, Topczykały, Wólka i Zbucz.

### II wojna światowa (1939–1944)
Podczas II wojny światowej gmina znajdowała się przejściowo poza administracją polską.

### PRL(1944–1952)
Po wojnie gmina należała do powiatu bielskiego w woj. białostockim o identycznym składzie wewnątrzgminnym co 1 października 1934.
1 czerwca 1951 w gminie Orla utworzono nową gromadę Rakowicze z części gromady Podrzeczany, zwiększając tym samym liczbę gromad do 30.
1 lipca 1952 gmina Orla uległa zmniejszeniu w związku z kolejną radykalną restrukturyzacją administracyjną powiatu bielskiego:
- w skład nowej gminy Czyże weszły gromady: Czyże, Mochnate, Podrzeczany, Rakowicze, Stary Berezów, Stary Kornin i Zbucz,
- w skład nowej gminy Dubicze Cerkiewne weszły gromady: Dubicze Cerkiewne, Dubicze-Tofiłowce, Korycisk, Reduty, Rutka,
- w skład nowej gminy Widowo weszły gromady: Hołody i Parcewo,
- w skład reaktywowanej gminy Pasynki weszła gromada Krzywa.

Po odpanięciu 15 gromad, gmina Orla składała się według stanu z 1 lipca 1952 już tylko z 15 gromad: Hredele, Koszele, Koszki, Krywiatycze, Maleniki, Mikłasze, Morze, Orla, Paszkowszczyzna, Spiczki, Szczyty-Dzięciołowo, Szczyty-Nowodwory, Szernie, Topczykały i Wólka.
1 stycznia 1954 do gminy Orla włączono gromadę Gregorowce z gminy Kleszczele. Ostateczny skład gminy Orla osiągnął zatem 16 gromad.
Gminę Orla zniesiono 29 września 1954 wraz z reformą wprowadzającą gromady w miejsce gmin.

### Druga odsłona (1973–)
Jednostkę odtworzono 1 stycznia 1973 roku po reaktywowaniu gmin w powiecie siemiatyckim w województwie białostockim. Inicjalnie, w jej składzie znalazło się 26 sołectw: Czechy Zabłotne, Dydule, Gredele, Gregorowce, Koszele, Koszki, Krywiatycze, Krzywa, Malinniki, Mikłasze, Moskiewce, Oleksze, Orla, Paszkowszczyzna, Pawlinowo, Reduty, Spiczki, Szczyty-Dzięciołowo, Szczyty-Nowodwory, Szernie, Topczykały, Wólka i Wólka Wygonowska.
Nowa gmina Orla objęła znacznie inny obszar niż w 1954 roku, jako że w jej składzie znalazło się 7 sołectw, które nigdy wcześniej do niej nie należały:
- Czechy Zabłotne i Pawlinowo (do 1934 w gminie Dubiażyn, 1934–52 w gminie Kleszczele, 1952–54 w gminie Śnieżki),
- Moskiewce i Wólka Wygonowska (do 1934 w gminie Dubiażyn, 1934–54 w gminie Kleszczele, 1954 w gminie Śnieżki),
- Dydule (do 1934 w gminie Dubiażyn, 1934–54 w gminie Kleszczele, 1954 w gminie Dobromil),
- Oleksze (do 1934 w gminie Dubiażyn, 1934–54 w gminie Bielsk).

Ponadto do gminy Orla nie powróciło (z jej ostatniego składu z 1 stycznia 1954) Morze, które weszło w skład gminy Czyże w powiecie hajnowskim, a także szereg innych sołectw (dawnych gromad), które do gminy Orla przynależało periodycznie w różnych okresach czasowych (wchodzą one obcnie w skład gmin: Bielsk Podlaski, Czyże, Dubicze Cerkiewne, Hajnówka i Kleszczele, oraz miast: Bielsk Podlaski i Hajnówka).
W latach 1975–1998 gmina położona była w województwie białostockim.
1 stycznia 1996 z gminy Orla wyłączono Krzywą, włączając ją do gminy Bielsk Podlaski.

## Struktura powierzchni
Według danych z roku 2002 gmina Orla ma obszar 159,68 km², w tym:
- użytki rolne: 80%
- użytki leśne: 12%

Gmina stanowi 11,53% powierzchni powiatu.

## Gospodarka
W 2012 w gminie Orla, w miejscowości Koszki, uruchomiono fabrykę płyt drzewnych spółki Swedspan, należącej do szwedzkiego koncernu Ikea. Była to jedna z największych inwestycji zagranicznych typu greenfield zrealizowanych we wschodniej Polsce w ostatnich latach.

## Demografia

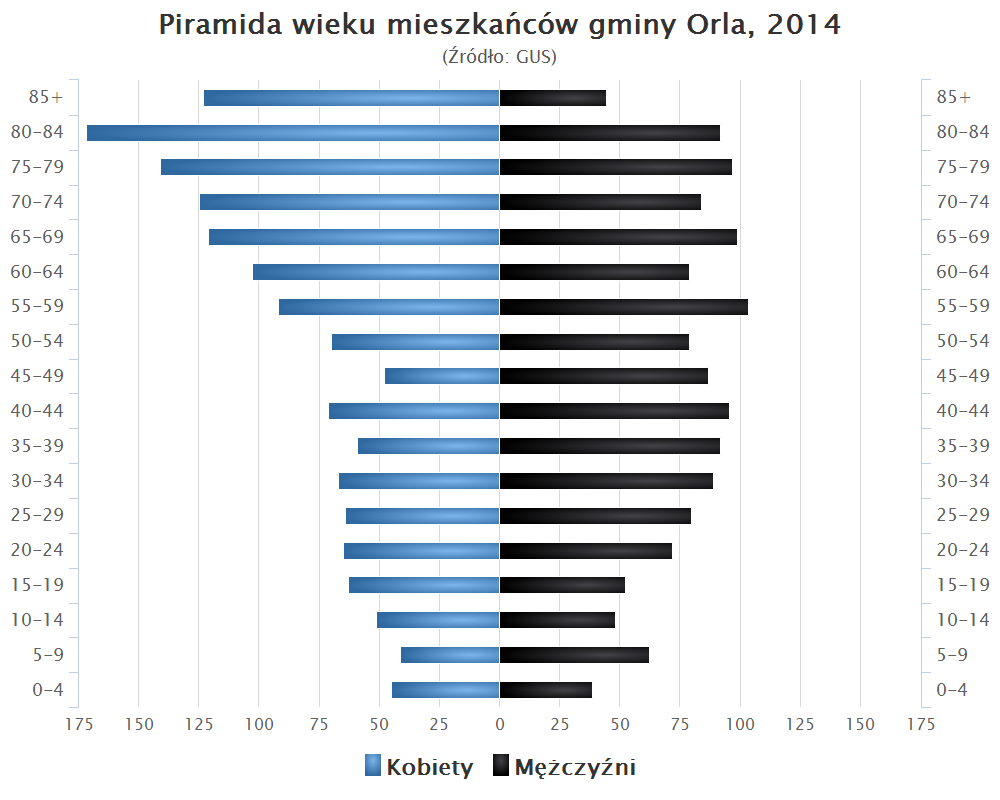
Piramida wieku mieszkańców gminy Orla w 2014 roku

Dane na dzień 30 czerwca 2004:
| Opis                              | Ogółem | Ogółem | Kobiety | Kobiety | Mężczyźni | Mężczyźni |
| --------------------------------- | ------ | ------ | ------- | ------- | --------- | --------- |
| jednostka                         | osób   | %      | osób    | %       | osób      | %         |
| populacja                         | 3485   | 100    | 1808    | 51,9    | 1677      | 48,1      |
| gęstość zaludnienia (mieszk./km²) | 21,8   | 21,8   | 11,3    | 11,3    | 10,5      | 10,5      |

## Sołectwa
- Czechy Zabłotne
- Dydule
- Gredele
- Gregorowce
- Koszele
- Koszki
- Krywiatycze
- Malinniki
- Mikłasze
- Moskiewce
- Oleksze
- Orla
- Paszkowszczyzna
- Pawlinowo
- Reduty
- Spiczki
- Szczyty-Dzięciołowo
- Szczyty-Nowodwory
- Szernie
- Topczykały
- Wólka
- Wólka Wygonowska

Miejscowości podstawowe bez statusu sołectwa: Antonowo, Malinniki-Kolonia.

## Sąsiednie gminy
Bielsk Podlaski, Boćki, Czyże, Dubicze Cerkiewne, Kleszczele